# Luis Matos
Luis Eduardo Matos (Valera, Venezuela, 28 de enero de 2002), más conocido como Luis Matos, es un jugador profesional venezolano de béisbol que se desempeña en la posición de jardinero derecho en San Francisco Giants, equipo de las Grandes Ligas de Béisbol (MLB).

## Carrera
El primer hit de Luis Matos en las Grandes Ligas (MLB) fue un sencillo al jardín izquierdo contra Jordan Montgomery el 14 de junio de 2023. Ese día, Matos debutó en las mayores con los Gigantes de San Francisco, donde lleva jugando tres temporadas.